# Bartolomeo Borelli
Bartolomeo Borelli (Pieve di Teco, 11 giugno 1829 – Borghetto Santo Spirito, 19 luglio 1905) è stato un politico italiano.
Fu senatore del Regno d'Italia nella XVIII legislatura.